# 小行星3230
小行星3230（3230 Vampilov）是一颗围绕太阳公转的小行星。1972年6月8日，尼古拉·切爾尼赫在克里米亚发现了此天体。
該小行星以蘇聯劇作家亞歷山大·瓦皮洛夫命名。
这颗小行星的绝对星等为242.63909等。